# 山田武雄 (内務官僚)
山田 武雄（やまだ たけお、1895年（明治28年） - 1987年（昭和62年）3月7日）は、日本の内務官僚。官選島根県知事。

## 経歴
兵庫県出身。第六高等学校を卒業。1922年、京都帝国大学法学部政治学科を卒業。同年11月、高等試験行政科試験に合格。1923年、内務省に入省し鳥取県属となる。
以後、東京府総務部庶務課長、山形県書記官・学務部長、富山県書記官・警察部長、石川県書記官・警察部長、新潟県書記官・経済部長、群馬県書記官・総務部長などを歴任。1941年1月、愛知県書記官・総務部長に就任。
1943年8月、島根県知事に就任し終戦を迎えた。1945年8月24日未明、松江騒擾事件が発生し、県庁が焼き討ちされたが暗殺を免れた。同年9月に知事を退任。公職追放となり退官した。
その後、へき地振興財団顧問、自治医科大学顧問を務めた。